# Santo Domingo de la Calzada (Comarca)
Die Comarca Santo Domingo de la Calzada ist eine der zwölf Comarcas in der autonomen Gemeinschaft La Rioja.
Die im Westen gelegene Comarca umfasst 16 Gemeinden auf einer Fläche von 277,55 km².

## Gemeinden
| Gemeinde                            | Einwohner (2024) | Fläche km² | Dichte Einw./km² | Cod INE | Postleitzahl |
| ----------------------------------- | ---------------- | ---------- | ---------------- | ------- | ------------ |
| Bañares                             | 199              | 29,59      | 7                | 26024   | 26257        |
| Baños de Rioja                      | 83               | 9,23       | 9                | 26025   | 26241        |
| Castañares de Rioja                 | 404              | 10,91      | 37               | 26043   | 26240        |
| Cirueña                             | 193              | 12,15      | 16               | 26050   | 26258        |
| Corporales                          | 42               | 8,41       | 5                | 26055   | 26259        |
| Grañón                              | 221              | 31,01      | 7                | 26069   | 26259        |
| Herramélluri                        | 110              | 10,88      | 10               | 26073   | 26213        |
| Hervías                             | 137              | 14,14      | 10               | 26074   | 26257        |
| Leiva                               | 245              | 12,71      | 19               | 26087   | 26213        |
| Manzanares de Rioja                 | 61               | 17,91      | 3                | 26094   | 26258        |
| Santo Domingo de la Calzada         | 6.348            | 40,09      | 158              | 26138   | 26250        |
| Santurde de Rioja                   | 254              | 15,43      | 16               | 26140   | 26260        |
| Santurdejo                          | 96               | 18,35      | 5                | 26141   | 26261        |
| Tormantos                           | 122              | 11,07      | 11               | 26150   | 26213        |
| Villalobar de Rioja                 | 73               | 10,94      | 7                | 26167   | 26256        |
| Villarta-Quintana                   | 130              | 24,73      | 5                | 26174   | 26259        |
| Comarca Santo Domingo de la Calzada | 8.718            | 277,55     | 31               | –       | –            |

1. ↑  Instituto Nacional de Estadística Municipal Register of Spain